# Грин, Ева
Ева Грин (фр. Eva Green, произн. [eva gʁe:n]; род. 6 июля 1980, Париж, Франция) — французская актриса театра, кино и телевидения, модель.
Актёрскую карьеру Ева Грин начинала в театре, затем состоялся её кинодебют в драме Бернардо Бертолуччи «Мечтатели» (2003). Мировую известность получила, сыграв роль Сибиллы, королевы Иерусалима в историческом эпосе Ридли Скотта «Царство небесное» и девушку Джеймса Бонда Веспер Линд в боевике «Казино „Рояль“» (2006).
С 2006 года Грин снимается в независимом кино: «Трещины» (2009), «Чрево» (2010) и «Последняя любовь на Земле» (2011). Она появилась в телесериале «Камелот» (2011), а также в широкоэкранной адаптации Тима Бёртона «Мрачные тени» (2012). В 2014 году она исполнила роли Артемисии в «300 спартанцев: Расцвет империи» и Эвы Лорд в сиквеле Фрэнка Миллера и Роберта Родригеса «Город грехов 2». Также она снималась в фильме «Дом странных детей мисс Перегрин» (2016) режиссёра Тима Бёртона.
Сыгранная ею роль Ванессы Айвз в драматическом сериале канала Showtime «Страшные сказки» (2014—2016) принесла ей номинацию на премию «Золотой Глобус» за лучшую женскую роль в драматическом телесериале на 73-й церемонии вручения премии Золотой Глобус в 2016 году.
В 2007 году Ева Грин была удостоена специальной награды BAFTA в номинации «Восходящая звезда». Весной 2018 года Грин стала кавалером (фр. Chevalier) ордена Искусств и литературы, который она получила от министерства культуры Франции.

## Имя
В русскоязычных СМИ устоялся вариант написания имени «Ева Грин». В англоязычном интервью о фильме «300 спартанцев: Расцвет империи» актриса, цитируя СМИ, произносит своё имя на английском языке как «Эва Грин», играя на созвучии со словом «evergreen» (англ. вечнозелёный).
Портал «Evagreenweb» публикует отдельную статью, посвящённую имени актрисы и его произношению. По сведениям сайта, фамилию следует произносить как «grain» или «Greyne», так как слово происходит от шведского «gren», что означает «ветка [дерева]».

## Ранние годы и образование
Ева Грин родилась в Париже на две минуты раньше сестры-двойняшки Джой. Отец Евы — Вальтер Грин, наполовину швед, наполовину француз по происхождению, работает стоматологом. Мать — известная актриса, алжирская француженка еврейского происхождения Марлен Жобер, в последнее время занимающаяся детской литературой. Дядя Евы — известный кинооператор Кристиан Бергер, тётя — актриса Марика Грин. Грин описала свою семью как «буржуазную» и сказала, что её сестра очень отличается от неё.
Грин училась в Американском университете в Париже, учреждении, специализирующимся на изучении английского языка. В университете Грин была тихой девочкой и интересовалась египтологией после посещения Лувра в возрасте 7 лет. В 14 лет, увидев Изабель Аджани в фильме «История Адели Г.» (1975), Ева решила стать актрисой. Её мать изначально опасалась, что актёрская карьера была бы слишком трудна для неё, но потом поддержала решение дочери.
В возрасте 17 лет Ева покинула Францию, чтобы попрактиковаться в английском языке в Рамсгите, графство Кент, а затем вернулась в Париж, где продолжила обучение в американской школе. В период с 1997 по 2000 год Ева обучалась в ряде других престижных европейских и американских университетов на курсах актёрского искусства и режиссуры (Школа Святого Павла в Париже, Академия драматического искусства Уэбер Даглас в Лондоне, Школа искусств Тиш при Нью-Йоркском университете).

## Карьера

### Театр и кино
После окончания образования Грин вернулась в Париж, чтобы начать актёрскую карьеру. Первыми шагами Евы как актрисы были роли в нескольких театральных постановках, таких как La Jalousie en Trois Fax (2001), за которую она была номинирована на премию Мольера, и Turcaret (2002). Как позже признавалась актриса, при посещении театральной школы она всегда играла отрицательных персонажей. «Это отличный способ справиться с повседневными эмоциями».
Именно в театре её и заметил культовый режиссёр Бернардо Бертолуччи, впоследствии назвавший Грин «красивой до неприличия». Он пригласил Еву для участия в свой фильм «Мечтатели». Сверхоткровенная в плане наготы роль Изабель, избалованной парижанки, увлекающейся кино и сексуальными экспериментами с застенчивым американцем и своим собственным братом, мгновенно привела Еву к славе.
Критики хвалили игру Грин, некоторые из них даже сравнивали её с Лив Тайлер. После выхода драмы Грин рассказывала в интервью газете The Guardian, что агент и родители уговаривали её не сниматься в фильме, поскольку они опасались, что Еву может ожидать «такая же судьба, как Марию Шнайдер». Та получила травматический опыт во время съёмок драмы «Последнее танго в Париже». Сама Грин в процессе съёмок обнажённых и сексуальных сцен чувствовала себя комфортно, но была смущена, когда её семья посмотрела фильм.
После фильма «Мечтатели» Ева снялась в ещё одном французском фильме «Арсен Люпен», в котором она исполнила роль Клариссы, кузины и любовницы главного героя. Несмотря на симпатию к своей героине, Грин заявляла, что предпочла бы играть более сложных персонажей. Далее ей последовало предложение съёмок в Голливуде.
Дебютом Евы Грин в голливудском кино стала масштабная постановка режиссёра Ридли Скотта «Царство небесное» (2005). Актриса сыграла королеву Сибиллу Иерусалимскую, в которую влюблён крестоносец Балиан (Орландо Блум). Для получения роли актрисе пришлось шесть раз проходить кинопробу, и она была нанята только за неделю до начала съёмок фильма. Грин назвала этот процесс «напряжённым и захватывающим».
Также Ева, впечатлённая неоднозначностью фильма, была разочарована слишком малым присутствием её героини на экране. Вскоре после добавления сложных сюжетных сцен её персонажа в режиссёрскую версию Грин была удовлетворена. Историческая драма была смешанно встречена критиками, однако актёрским составом они были впечатлены. Стефани Захарек из Salon.com похвалил её выступление и сказал:

Она не вполне понимает, что делать с напыщенными фразами своей героини, но держится так царственно, что вы не заметите подвоха.
Оригинальный текст (англ.)She does not quite understand what to do with her heroine’s pompous phrases, but keeps so royal that you will not notice the trick.

Нив Пирс из BBC, однако, назвал её героиню «хромающей».
В дальнейшим Ева Грин являлась кандидатурой на роли в фильмах «Преданный садовник» и «Чёрная орхидея», однако роли достались другим актрисам.
Следующий фильм актрисы — боевик «Казино „Рояль“», где она перевоплотилась в легендарную девушку Бонда Веспер Линд: продюсеры Майкл Уилсон и Барбара Брокколи, решившие «обновить» сериал о знаменитом агенте 007, предпочли Еву другим звёздам. Грин предложили роль в середине 2005 года, но та первоначально отказалась.

Позже она перечитала сценарий, обнаружила, что характер Веспер гораздо глубже других девушек Бонда, и согласилась сниматься. Актёрская работа Грин была хорошо принята: Entertainment Weekly назвал её четвёртой «лучшей девушкой Бонда всех времён», а IGN назвал её «лучшей роковой женщиной». За роль Веспер актриса в 2007 году была удостоена премии Empire и номинации на «Сатурн». В том же году на церемонии вручения премии BAFTA она выиграла награду в номинации «Восходящая звезда» за творческие достижения на протяжении всего года.
В 2007 году Ева Грин снялась в экранизации фантастической сказки «Золотой компас», первой части популярного книжного сериала «Тёмные начала» Филипа Пулмана. Она сыграла роль королевы ведьм Серафины Пеккалы. Из-за боязни высоты актриса отказалась в последний день съёмок переснимать сцены, когда у неё возникли проблемы с ремнём безопасности.
В этом же году она рассматривалась на роль в фильм «Семейная тайна», которая в итоге досталась другой французской актрисе Сесиль де Франс. Кроме этого, она планировала получить главную роль в драме «Антихрист» режиссёра Ларса фон Триера. Триер утверждал, что Грин была согласна сниматься в фильме, но её агенты не разрешили подписать контракт.
Англо-французская актриса Шарлотта Генсбур впоследствии получила роль. Грин позже сказала, что она была в хороших отношениях с Триером, «но тогда мы начали говорить о наготе, сексе и так далее. Разговор зашёл слишком далеко… Это была моя мечта работать с ним, но это стыд, что это было на этом фильме, что это почти произошло. Я уверена, что не стою того, чтобы работать в этом фильме».
В 2009 году Грин появилась в фильме «Франклин», где она сыграла роль девушки Эмилии, страдающей раздвоением личности. Актёрская игра Грин была прохладно встречена критиками: Дерек Элли (Variety) оценил актёрский состав как слабый, заявив, что «Грин не смогла ярко показать её двойную роль». В этом же году она снялась в независимом фильме «Трещины», где она исполнила роль преподавательницы Мисс Джи, опекавшей шестерых девочек в школе-интернате.
В 2011 году Ева Грин работала в телесериале «Камелот», где она предстала в образе феи Морганы. Грин сказала про свою героиню: «Это такая символическая история, и у вас есть 10 эпизодов, чтобы изучить персонажа. Это не роль подруги, которую вы могли бы играть в кино. Это реальный напористый характер».
В этом же году Грин получила роль ведьмы Анжелики Бушар в трагикомедии «Мрачные тени», где её партнёром по съёмочной площадке стал Джонни Депп. Именно из-за этого фильма появились слухи о романе Грин и Деппа, вследствие чего тот расстался с Ванессой Паради. Сама Ева опровергала эту информацию.
В период с мая 2014 по 2016 год Грин снималась в американско-британском телесериале в жанре хоррор-триллера канала «Showtime», «Страшные сказки» (2014—2016), в роли Ванессы Айвз. Эта роль принесла ей номинацию на премию «Золотой глобус». В 2014 году она сыграла роль Принцессы в драматическом вестерне датского режиссёра Кристиана Левринга «Спасение», удостоившись восторженных отзывов со стороны критиков, сравнивших её с Хеленой Бонэм Картер, а также роль Эвы Лорд в триллере Фрэнка Миллера «Город грехов 2: Женщина, ради которой стоит убивать».
В 2016 году Грин снялась в фильме «Дом странных детей мисс Перегрин», основанном на романе 2011 года Ренсома Риггза «Дом странных детей».
В 2023 году она сыграла роль Миледи Винтер в двух французских экранизациях романа Александра Дюма 1844 года «Три мушкетера»: «Три мушкетёра: Д’Артаньян» и «Три мушкетёра: Миледи».

### Карьера модели
В качестве модели Ева Грин сотрудничала с такими известными фирмами, как Lancôme, Emporio Armani, Christian Dior, L’Oréal. Кроме того, её можно увидеть в видеорекламах пива Heineken и духов Midnight Poison. Появлялась на обложках многочисленных журналов, в том числе L'Officiel, MAX, GQ, Vogue и других.

## В СМИ
В 2007 году Грин была объявлена шестой самой сексуальной кинозвездой всех времен по версии журнала Empire. Empire также поставил её героиню Веспер Линд на 9 место в списке самых сексуальных героинь в истории кино.  В 2011 году по версии Los Angeles Times Грин заняла 18 место в списке 50 самых красивых женщин в кино. В 2012 году она получила 57 место в чарте «AfterEllen Hot 100». В апреле 2012 года «Shalom Life» поставил её на 2 место в списке «50 самых талантливых, умных, смешных и красивых евреек мира».

## Отзывы критиков
Корреспондент «The Telegraph» Анне Биллсон пишет: «Игра Грин настолько потрясающая и впечатляющая, что вне зависимости от персонажа от неё просто невозможно отвести взгляд». Портал «ContactMusic» называет актрису «красивой, талантливой, с чертовским чувством юмора» и объясняет, почему её невозможно не любить.

## Личная жизнь
После знакомства с Мартоном Чокашом на съёмочной площадке фильма «Царство небесное» Ева встречалась с ним на протяжении пяти лет. В 2009 году они объявили о своём разрыве.

Когда люди впервые знакомятся со мной, они находят меня очень холодной. Я держу себя на расстоянии — и я думаю, вот почему меня так тянет к актёрскому мастерству. Это позволяет мне носить маску.
Оригинальный текст (англ.)When people first meet me, they find me very cold. I keep myself at a distance — and I think that's why I'm so drawn to acting. It allows me to wear a mask.

Грин выразила заинтересованность в возвращении в театр. Она рассказала, что не планирует работать в Голливуде: «Проблема с Голливудом в том, что киностудии очень влиятельные; они влияют гораздо сильней, чем режиссёры. Моя цель на данный момент просто найти хороший сценарий». Она добавила, что в Голливуде ей наверняка предложат роли роковых женщин. Грин поддерживает ЮНИСЕФ. Она выражала интерес к таксидермии и энтомологии. Она коллекционирует консервированные черепа и насекомых.
В 2014 году после роли белой ведьмы в сериале «Страшные сказки» она рассказывала о своей духовной стороне. Грин отметила, что, хотя она и не религиозна, она верит в сверхъестественное. «Существуют силы, да — я не религиозна, но я верю в то, что существует что-то иное», — сообщила она прессе.

## Фильмография
| Год       |    | Русское название                                    | Оригинальное название                       | Роль                    |
| --------- | -- | --------------------------------------------------- | ------------------------------------------- | ----------------------- |
| 2003      | ф  | Мечтатели                                           | The Dreamers                                | Изабель                 |
| 2004      | ф  | Арсен Люпен                                         | Arsène Lupin                                | Кларисса                |
| 2005      | ф  | Царство небесное                                    | Kingdom of Heaven                           | Сибилла Иерусалимская   |
| 2006      | ф  | Казино «Рояль»                                      | Casino Royale                               | Веспер Линд             |
| 2007      | ф  | Золотой компас                                      | The Golden Compass                          | Серафина Пеккала        |
| 2008      | ф  | Франклин                                            | Franklyn                                    | Эмилия Брайант / Салли  |
| 2008      | ки | 007: Quantum of Solace                              | Quantum of Solace                           | Веспер Линд             |
| 2009      | ф  | Трещины                                             | Cracks                                      | Мисс Джи                |
| 2010      | ф  | Чрево                                               | Womb                                        | Ребекка                 |
| 2011      | ф  | Последняя любовь на Земле                           | Perfect Sense                               | Сьюзен                  |
| 2011      | с  | Камелот                                             | Camelot                                     | Моргана                 |
| 2012      | ф  | Мрачные тени                                        | Dark Shadows                                | Анжелика Бушар          |
| 2014      | ф  | Белая птица в метели                                | White Bird in a Blizzard                    | Ева Коннорc             |
| 2014      | ф  | 300 спартанцев: Расцвет империи                     | 300: Rise of an Empire                      | Артемисия               |
| 2014      | ф  | Город грехов 2: Женщина, ради которой стоит убивать | Sin City: A Dame to Kill For                | Эва Лорд                |
| 2014      | ф  | Спасение                                            | The Salvation                               | Мадлена                 |
| 2014—2016 | с  | Страшные сказки                                     | Penny Dreadful                              | Ванесса Айвз            |
| 2016      | ф  | Дом странных детей мисс Перегрин                    | Miss Peregrine’s Home for Peculiar Children | Мисс Перегрин           |
| 2017      | ф  | Основано на реальных событиях                       | D’après une histoire vraie                  | загадочная женщина Elle |
| 2017      | ф  | Эйфория                                             | Euphoria                                    | Эмили                   |
| 2019      | ф  | Дамбо                                               | Dumbo                                       | Колетт Марчент          |
| 2019      | ф  | Проксима                                            | Proxima                                     | Сара Лоро               |
| 2020      | с  | Светила                                             | The Luminaries                              | Лидия Уэллс             |
| 2022      | ф  | Дурной глаз                                         | Nocebo                                      | Кристин                 |
| 2023      | с  | Связь                                               | Liaison                                     | Элисон Роуди            |
| 2023      | ф  | Три мушкетёра: Д’Артаньян                           | Les Trois Mousquetaires: D'Artagnan         | Миледи Винтер           |
| 2023      | ф  | Три мушкетёра: Миледи                               | Les Trois Mousquetaires: Milady             | Миледи Винтер           |
| 2024      | ф  | Грязные ангелы                                      | Dirty Angels                                | Джейк                   |
| 2026      | ф  | Кровь на снегу                                      | Blood on Snow                               |                         |

## Награды и номинации
Список приведён в соответствии с данными сайта IMDb.com.
| Год  | Награда                         | Категория                                           | Работа                             | Результат |
| ---- | ------------------------------- | --------------------------------------------------- | ---------------------------------- | --------- |
| 2004 | Премия Европейской киноакадемии | Лучшая актриса (приз зрительских симпатий)          | «Мечтатели»                        | Номинация |
| 2005 | Teen Choice Awards              | Лучший поцелуй (совместно с Орландо Блумом)         | «Царство небесное»                 | Номинация |
| 2005 | Teen Choice Awards              | Лучшая любовная сцена (совместно с Орландо Блумом)  | «Царство небесное»                 | Номинация |
| 2006 | Golden Schmoes Awards           | Лучшие T&A года                                     | «Казино „Рояль“»                   | Номинация |
| 2007 | BAFTA                           | Восходящая звезда                                   | н/д                                | Победа    |
| 2007 | IFTA                            | Лучшая международная актриса                        | «Казино „Рояль“»                   | Номинация |
| 2007 | National Movie Awards           | Лучшая женская роль                                 | «Казино „Рояль“»                   | Номинация |
| 2007 | Империя                         | Лучший женский дебют                                | «Казино „Рояль“»                   | Победа    |
| 2007 | Сатурн                          | Лучшая киноактриса второго плана                    | «Казино „Рояль“»                   | Номинация |
| 2007 | Russian National Movie Awards   | Лучшая иностранная актриса года                     | н/д                                | Номинация |
| 2014 | IGN Summer Movie Awards         | Лучшая телеактриса                                  | «Страшные сказки»                  | Победа    |
| 2014 | Golden Schmoes Awards           | Лучшие T&A года                                     | «Город грехов 2»                   | Победа    |
| 2015 | Jupiter Award                   | Лучшая международная актриса                        | «Город грехов 2»                   | Номинация |
| 2015 | Chlotrudis Awards               | Лучшая киноактриса второго плана                    | «Белая птица в метели»             | Номинация |
| 2015 | Выбор телевизионных критиков    | Лучшая женская роль в драматическом сериале         | «Страшные сказки»                  | Номинация |
| 2015 | Спутник                         | Лучшая женская роль в телевизионном сериале — драма | «Страшные сказки»                  | Номинация |
| 2015 | Fangoria Chainsaw Awards        | Лучшая телевизионная актриса                        | «Страшные сказки»                  | Номинация |
| 2016 | Золотой глобус                  | Лучшая женская роль в телевизионном сериале — драма | «Страшные сказки»                  | Номинация |
| 2016 | Выбор телевизионных критиков    | Лучшая женская роль в драматическом сериале         | «Страшные сказки»                  | Номинация |
| 2016 | Fangoria Chainsaw Awards        | Лучшая телевизионная актриса                        | «Страшные сказки»                  | Победа    |
| 2016 | iHorror Awards                  | Лучшая женская роль — сериал в жанре ужасы          | «Страшные сказки»                  | Номинация |
| 2016 | Gold Derby Awards               | Лучшая женская роль — драматический сериал          | «Страшные сказки»                  | Номинация |
| 2016 | IGN Summer Movie Awards         | Лучшая телеактриса                                  | «Страшные сказки»                  | Номинация |
| 2017 | Fangoria Chainsaw Awards        | Лучшая телевизионная актриса                        | «Страшные сказки»                  | Номинация |
| 2017 | Teen Choice Awards              | Выбор актрисы: Фэнтези                              | «Дом странных детей мисс Перегрин» | Номинация |
| 2020 | Сезар                           | Лучшая женская роль                                 | «Проксима»                         | Номинация |
| 2020 | Люмьер                          | Лучшая женская роль                                 | «Проксима»                         | Номинация |